# Mohammed Salisu
Mohammed Salisu Abdul Karim (* 17. April 1999 in Accra) ist ein ghanaischer Fußballspieler, der aktuell beim französischen Erstligisten AS Monaco unter Vertrag steht.

## Spielerkarriere

### Verein
Salisu wechselte im Oktober 2017 aus der ghanaischen African Talent Football Academy in die Jugend Real Valladolids. Ab Januar 2018 war er im Kader der Reservemannschaft in der Segunda División B gelistet. Am 28. Januar 2018 debütierte er dort bei der 2:4-Heimniederlage gegen den Coruxo FC. Danach gelang ihm der Durchbruch in der Startformation der B-Mannschaft und am 1. März 2018 unterzeichnete er einen neuen Dreijahresvertrag bei den Blanquivioletas. Am 29. April erzielte er beim 2:2-Unentschieden gegen Racing Ferrol sein erstes Tor im professionellen Bereich. In dieser Spielzeit 2017/18 absolvierte er 13 Ligaspiele.
Im Sommer 2018 wurde er in die erste Mannschaft befördert, war jedoch weiterhin nur in der Reserve im Einsatz. Sein Debüt in der A-Mannschaft gab er erst am 9. Januar 2019 bei der 0:1-Heimniederlage gegen den FC Getafe in der Copa del Rey 2018/19. Es folgte ein weiterer Einsatz im Pokal und er beendete die Saison 2018/19 mit 26 Ligaeinsätzen für die Reserve.
In der folgenden Saison 2019/20 erhielt er von Trainer Sergio das Vertrauen, welcher ihm am 18. August 2019 (1. Spieltag) beim 2:1-Auswärtssieg gegen Betis Sevilla sein Debüt in der LaLiga ermöglichte. In der Folge stieg er zum Stammspieler in der Innenverteidigung Valladolids auf. Am 26. Oktober (10. Spieltag) erzielte er beim 2:0-Heimsieg gegen die SD Eibar seinen ersten Treffer für Valladolid. In dieser Spielzeit bestritt er 31 Ligaspiele, in denen ihm ein Torerfolg gelang.
Am 12. August 2020 wechselte Salisu zum englischen Erstligisten FC Southampton, wo er einen Vierjahresvertrag unterzeichnete. Er spielte in 3 Jahren 80-mal in einem Pflichtspiel für Southampton und erzielte dabei 1 Tor.
Nachdem Salisu mit Southampton in der Spielzeit 2022/23 in die EFL Championship abgestiegen war, wechselte er Anfang August 2023 nach Frankreich zur AS Monaco.

### Nationalmannschaft
Im September 2022 wurde Salisu erstmals von Nationaltrainer Otto Addo in den Kader der ghanaischen Fußballnationalmannschaft einberufen. Daraufhin debütierte er für die Auswahlmannschaft am 23. September 2022 beim Freundschaftsspiel gegen Brasilien, bei welchem er in der 2. Halbzeit für Felix Afena-Gyan eingewechselt wurde. 2 Monate später gehörte er auch zum Aufgebot für die Weltmeisterschaft 2022 in Katar. Dort stand er bei allen drei Gruppenspielen in der Startelf und erzielte gegen Südkorea auch ein Tor, aber nach Niederlagen gegen Portugal und Uruguay schied Ghana bereits in der Gruppenphase aus dem Turnier aus.